# Vortexmixer
En vortexmixer eller vortexer er et simpelt stykke udstyr der ofte bruges i laboratorier til at blande små reagensglas med væske. Den består af en elektrisk motor med en drivaksel der er monteret vertikalt, og konkav gummitop, der sidder en lille smule skævt. Når motoren kører oscillerer gummihovedet hurtigt i cirkulære bevægelser. Når reagensglasset eller lignende beholder bliver presset ned i fordybningen bliver bevægelsen overført til indeholder, og en vortex bliver dannet. De fleste vortexmixere kan indstilles til forskellige hastigheder, og kan blive sat til at køre kontinuerligt eller kun køre, når der presses ned på gummihovedet.
Vortex mixere bruges ofte i laboratorier, der beskæftiger sig bioteknologi. Steder der forsker i cellekulturer og mikrobiologi bruger dem ofte til at suspendere cellerne. I biokemiske eller analyselaboratorier bruger man dem til at blande reaktanter eller blandet eksperimentelle prøver og en diluent.
Vortex mixeren blev opfundet af Kraft-brødrene (Jack A. Kraft og Harold D. Kraft) da de arbejdede for Scientific Industries (en firma der fremstiller laboratorieudstyr). Et patent blev indsendt af brødrene den 6. april 1959, og det blev givet 30. oktober 1962. Scientific Industries fremstiller stadig en udgave af den originale vortexmixer.
Et alternativ til vortexmixere er "fingervortex"-teknikken, hvor en vortex bliver dannet ved manuelt at ryste reagensglasset ved at holde det mellem pegefinger og tommelfinger, og bevæge det nedad i en fremadgående bevægelse med et lille vrid i håndleddet. Det tager generelt noget længere, og kan ofte resultere i utilstrækkelig suspension. Selvom det kan være nok i nogle tilfælde når en vortexmixer ikke er tilgængelig eller hvis en sådan maskine vil ødelægge prøven, bliver det frarådet at benytte den manuelle metode når basiske forbindelser er involveret. Teknikken er velegnet til at fremskynde blandingen af en opløsning som ikke kræver kinetisk energi til at lave suspensionen..